# Christine Walevska
Christine Walevska   (Los Angeles, 8 de març de 1945) és una violoncel·lista clàssica estatunidenca.
És coneguda pels seus nombrosos enregistraments amb "Philips Records" i pels seus concerts a tot el món. El 1975 es va convertir en el primer músic de concert a actuar a Cuba sota el règim de Fidel Castro. El crític musical Antonio Hernandez del diari brasiler O Globo es va referir a Walevska com la "deessa del violoncel", un sobrenom al qual sovint s'ha referit des de llavors.

## Violoncel robat
Quan Christine era petita, el seu pare li va comprar un rar violoncel infantil de qualitat per a concerts, amb l'esperança de despertar el seu interès per l'instrument, cosa que sí. Després de graduar-se en un violoncel de mida completa, l'instrument va ser robat i el seu parador va romandre desconegut durant 40 anys. Quan finalment es va trobar, l'actual propietari (que no sabia que l'havien robat) l'havia llogat a un altre violoncel·lista molt jove, però amb un talent molt alt, la família de la qual havia passat anys buscant un instrument de qualitat per a un concert adequat per a un violoncel·lista jove. Després de conèixer la jove, que estimava l'instrument com ella, Christine va decidir no continuar recuperant els seus béns robats fins que l'estudiant s'hagués graduat en un violoncel més gran.